# Język kalaszmaicki
Język kalaszmaicki (także kalašma, kalashma) - wymarły język indoeuropejski, należący do podrodziny języków anatolijskich, zapisywany pismem klinowym.

## Odkrycie i odczytanie
Język kalaszmaicki został po raz pierwszy zidentyfikowany w 2023 roku na pokrytych pismem klinowym glinianych tabliczkach, odkrytych podczas wykopalisk prowadzonych przez archeologów z Niemieckiego Insytutu Archeologicznego na terenie Hattusy, niegdysiejszej stolicy państwa Hetytów. 
W lipcu 2024 roku profesor Daniel Schwemer z Uniwersytetu w Würzburgu poinformował o odczytaniu tekstu w języku kalaszmaickim znalezionego rok wcześniej w Hattusie. Inskrypcję zidentyfikowano jako tekst o charakterze rytualnym lub modlitwę. 